# Haunted Hill – Die Rückkehr in das Haus des Schreckens
Haunted Hill – Die Rückkehr in das Haus des Schreckens ist ein US-amerikanischer Horrorfilm aus dem Jahr 2007. Die Direct-to-Video-Produktion ist die Fortsetzung des Films Haunted Hill aus dem Jahr 1999. Regisseur des Films war Víctor García, Drehbuchautor war William Massa. Der Film knüpft inhaltlich direkt an den Vorgänger an.

## Handlung
Ariel Wolfe ist Redakteurin eines Fashionmagazins, für das sie gemeinsam mit ihrem Freund Paul arbeitet.
Ihre Schwester Sara ist eine der zwei Überlebenden eines Massakers im ehemaligen Sanatorium „Haunted Hill“ im Jahre 1999. Sie hält bis heute daran fest, dass Geister die grausigen Morde begangen haben, was ihr jedoch niemand glaubt. Erst als sie unter mysteriösen Umständen augenscheinlich Suizid begeht, beschließt Ariel herauszufinden, wer oder was für den Tod ihrer Schwester verantwortlich ist.
Das Tagebuch eines gewissen Dr. Richard Benjamin Vannacutt, das Sara ihr zugeschickt hatte, verweist auf das ehemalige Sanatorium „Hillhouse“ und dessen grausige Vergangenheit. Doch das Tagebuch wird Ariel zum Verhängnis: Sie und ihr Freund Paul werden vom skrupellosen Kunstdieb Desmond Niles und seinen Handlangern Rick, Harue, Norris und Sam entführt und ins Sanatorium verschleppt. Desmond weiß offenbar viel über Ariels Schwester und Hillhouse. Ariel soll ihm dabei helfen, ein kostbares Artefakt, eine Figurine des Dämons Baphomet, zu finden, die Desmond teuer verkaufen will. Das wertvolle Stück soll irgendwo in Hillhouse versteckt sein. Allerdings soll Paul unter der Obhut von Sam draußen warten.
In Hillhouse begegnen Ariel und ihre Entführer Dr. Richard Hammer und dessen Assistenten Kyle und Michelle. Auch Richard sucht nach der Baphomet-Figur. Er erhofft sich durch ihr Auffinden Ruhm und Prestige. Allerdings sind er und Desmond seit langer Zeit verfeindet und erste Handgreiflichkeiten werden ausgetauscht. Dabei entpuppt sich Michelle als Verräterin: Sie ist die neue Freundin von Desmond und hatte Dr. Hammer nur begleitet, um Informationen über das Haus und den möglichen Verbleib der Statuette zu bekommen.
Während des Streits ertönen laute Maschinengeräusche und die aufgeschreckte Ariel erklärt, dass der Verriegelungsmechanismus aktiviert wurde. Desmonds Handlanger Norris, Harue und Rick bringen die Maschine zum Anhalten. Im Kellergeschoss trennt sich die Gruppe und der erste Handlanger von Desmond, Rick, wird getötet, als ihm ein Geist durch eine Steinmauer hindurch in den Bauch greift und seine Innereien nach außen kehrt. Als Nächstes erwischt es Harue. Sie wird von Dr. Vannacutt überrascht, der ihr mit einem Skalpell die Haut vom Gesicht schneidet. Inzwischen bekommt Ariel erste Visionen aus der Vergangenheit, die ihr vor Augen führen, auf welch unbeschreibliche Weise Dr. Vannacutt seine Perversionen an den Patienten des ehemaligen Sanatoriums auslebte. Als sie und Desmond wenig später im Keller versuchen, Kontakt zu den vermissten Handlangern herzustellen, wird Ariel in eine der Zellen gezerrt, wo ihr ein Geist via Visionen weitere Bilder aus der Vergangenheit zeigt. Als sie wieder zu sich kommt, steckt sie in einer Zwangsjacke.
Inzwischen sind Kyle und Norris in die Empfangshalle zurückgekehrt. Dort wird Norris von Geistern mittels straff aufgerollter Sofaüberzüge vor Kyles Augen buchstäblich in Stücke gerissen. Richard, Ariel, Desmond und Michelle eilen in die Halle und versuchen, Kyle zu beruhigen. Währenddessen erhalten Paul und Sam einen Anruf, sofort ins Haus zu kommen. Als die beiden eintreffen, rastet Desmond aus, da es offensichtlich gar nicht er gewesen ist, der angerufen hatte. Im selben Augenblick aktiviert sich die Hausverriegelung und die Gruppe sitzt fest. In der folgenden Auseinandersetzung schleicht sich Pauls Aufpasser davon und wird im Untergeschoss überrascht und bestialisch getötet. Die Gruppe kann seine Sterbensschreie via Handy hören. In der folgenden Panik können Kyle, Richard und Ariel Desmond und Michelle überwältigen. Richard besitzt einen Plan des Hauses, mit dessen Hilfe der Zugang zum Krematorium gefunden werden soll. Dort wird die Baphomet-Statuette offenbar versteckt. Auf dem Weg dorthin können Desmond und Michelle entkommen, während Kyle in einem Wasserbassin ertrinkt. Ariel erhält dort Visionen von Patienten, die von Vannacutt in das eiskalte Wasser geworfen werden und dort ertrinken. Desmond und Michelle verlaufen sich und als Michelle anfängt, auch an die Geister zu glauben, rastet Desmond aus, wirft ihr den Verrat vor und bedroht sie mit seiner Waffe. Michelle flieht, wird jedoch von Dr. Vannacutt mit Hilfe eines Kühlschranks getötet.
Währenddessen finden Richard, Paul und Ariel einen Raum, in dem sich der Zugang zu einer Abwasserleitung befindet. Dort erhält Ariel eine weitere Vision des Patienten aus der Zelle, der ihr den Weg zum Krematorium zeigt. In einem aus organischem, gewebeähnlichen Material bestehenden Geheimraum („das Herz der Anstalt“) hinter einem der Leichenöfen entdecken die Drei schließlich die Baphomet-Statuette. Ariel schießt auf den Götzen, doch der nimmt keinerlei Schaden. So beschließt sie, die Statuette via Abwassersystem aus dem Haus zu schaffen. Auf dem Rückweg wird die Gruppe von Desmond überrascht, der sich die Statuette aneignen will. In das Geschehen greifen plötzlich weitere, verkohlte Geister ein, welche Desmond in einen der Leichenöfen sperren und ihn lebendig verbrennen lassen. Paul wird von Ariel und Richard getrennt. Letztere rennen zurück in den Raum mit dem Abwasserauswurf. Plötzlich geht Richard auf Ariel los und versucht, sie zu erwürgen. Er ist offenbar von Baphomet besessen. Ariel kann sich wehren und befreien, wird aber von Dr. Vannacutt bedrängt. Als Richard wieder zu klarem Verstand kommt und dazwischengeht, wird er von Vannacutt getötet. Ariel nutzt den Moment und wirft die Statuette in den Abwasserauswurf. Daraufhin gehen sämtliche Geister auf ihren ehemaligen Sanatoriumsleiter los und verschwinden mit ihm. Ariel rennt in die Eingangshalle, wo sie Paul wiedersieht. Beide fliehen aus Hillhouse.
Nach dem Abspann des Films wird durch den Fund der Baphomet-Statue von einem Liebespaar am Strand eine Fortsetzung angedeutet.

## Kritik
„Einfältige Fortsetzung eines Horrorfilms (1999), die nur lose an den Vorgänger anknüpft und in allen Belangen enttäuscht.“

## Hintergrund

### Dreh
Gedreht wurde House on Haunted Hill – Rückkehr in das Haus des Schreckens in den Nu Boyana Film Studios in Burgas, Bulgarien. Der Film wurde am 3. Oktober 2007 in Australien erstmals ausgestrahlt, in Deutschland hatte der Streifen am 12. Oktober desselben Jahres seine Premiere.

### Darsteller
Schauspielerin Amanda Righetti spielte neben in Haunted Hill auch in Serien wie Reunion und in Filmen wie z. B. Freitag der 13. mit. Von 2008 bis 2015 spielte sie in der Serie The Mentalist eine der Hauptrollen.
Schauspieler Erik Palladino spielte u. a. in den Serien CSI: Den Tätern auf der Spur und Navy CIS mit.
Schauspieler Jeffrey Combs wirkte in den Serien Die Liga der Gerechten und 4400 – Die Rückkehrer mit.